# اعتلال الشبكية الشمسي
اعتلال الشبكية الشمسي هو الضرر الذي يلحق بشبكية العين خصوصاً بقعة الشبكية نتيجة التعرض لفترات طويلة لـ أشعة الشمس . وهو يحدث عادةً نتيجة التحديق في الشمس أو مشاهدة كسوف الشمس.

## الفيزيولوجيا المرضية
بالرغم من الإدعاء المتكرر بأن الشبكية تحرق من خلال النظر إلى الشمس ، فإنه يبدو أن تلف الشبكية يحدث أساساً نتيجة الإصابة الضوئية أكثر من الإصابة الحرارية.

## العلامات والأعراض
- انخفاض حدة البصر على المدى البعيد[5][6]
- العتمة المركزية[5][6]

فقد البصر نتيجة اعتلال الشبكية قابل للاستعادة عادةً  حيث يدوم لفترة أقل من شهر  إلى أكثر من سنة.

## الوبائيات
في مراجعة لـ 26 من المرضى الذين يعانون من اعتلال الشبكية عام 1998 أفاد 60% منهم بوجود تاريخ سابق لهم من التحديق في الشمس.